# Enoch Brunschweiler
Enoch Brunschweiler (* 21. September 1760 in Erlen; † 20. September 1834 in Hauptwil) war ein Schweizer Unternehmer. Bekannt wurde er durch sein politisches Wirken.
Zunächst trat er als Unternehmer in der Textil- und Textilfärbebranche hervor. 1798 war er zusammen mit seinem Bruder Johann Joachim und Hans Jakob Gonzenbach führender Kopf der Befreiungsbewegung im Thurgau.